# Павлеево
Павлеево — деревня в Коломенском городском округеМосковской области.  Население — 6 чел. (2010).

## География
В 200 метрах от центра деревни расположена река Коломенка, а на юго западе деревни Павлеевский ручей. Деревня расположена в 20 километрах от Коломны.

## Население
| 2002 | 2006 | 2010 |
| ---- | ---- | ---- |
| 6    | ↗7   | ↘6   |

## Расположение
Деревня Павлеево расположена примерно в 11 км к западу от города Коломны. Ближайший населённый пункт — деревня Каменка. Восточнее деревни Павлеево протекает река Коломенка.